# Jacques Courtois (peintre)
Pour les articles homonymes, voir Jacques Courtois, Courtois et Bourguignon.
Jacques Courtois ou Giacomo Cortese (12 février 1621, Saint-Hippolyte, comté de Bourgogne  - 14 novembre 1676, Rome), est un frère jésuite franc-comtois, peintre et graveur communément appelé le Bourguignon des batailles, il Borgognone ou Giacomo Borgognone.

## Biographie

### Enfance et formation
Jacques Courtois est né le 12 février 1621 à Saint-Hippolyte en Franche-Comté (comté de Bourgogne, sous le gouvernement dit "des archiducs"), et reçoit de son père, Jean Courtois, ses premières leçons de peinture. Le père et plusieurs de ses sept enfants émigrent ensemble ou séparément à Milan en passant par Fribourg en Suisse, puis trois fils se rendent à Rome : Jacques dès 1636, avant d'avoir terminé son apprentissage, Guillaume et Jean-François (ce dernier sera capucin et une fresque lui est attribuée à la cathédrale de Segni). La Franche-Comté est alors entraînée dans la Guerre de Dix Ans (1636-1644), extension de la Guerre de Trente Ans dans la région. À Milan, il s'engage dans un régiment comtois au service des Espagnols en qualité de peintre (c'était une pratique courante pour fixer les moments d'héroïsme), le Milanais appartenant aussi à la Couronne d'Espagne. Ces 4 années (1636-1639) auront une profonde influence sur le thème de ses tableaux.

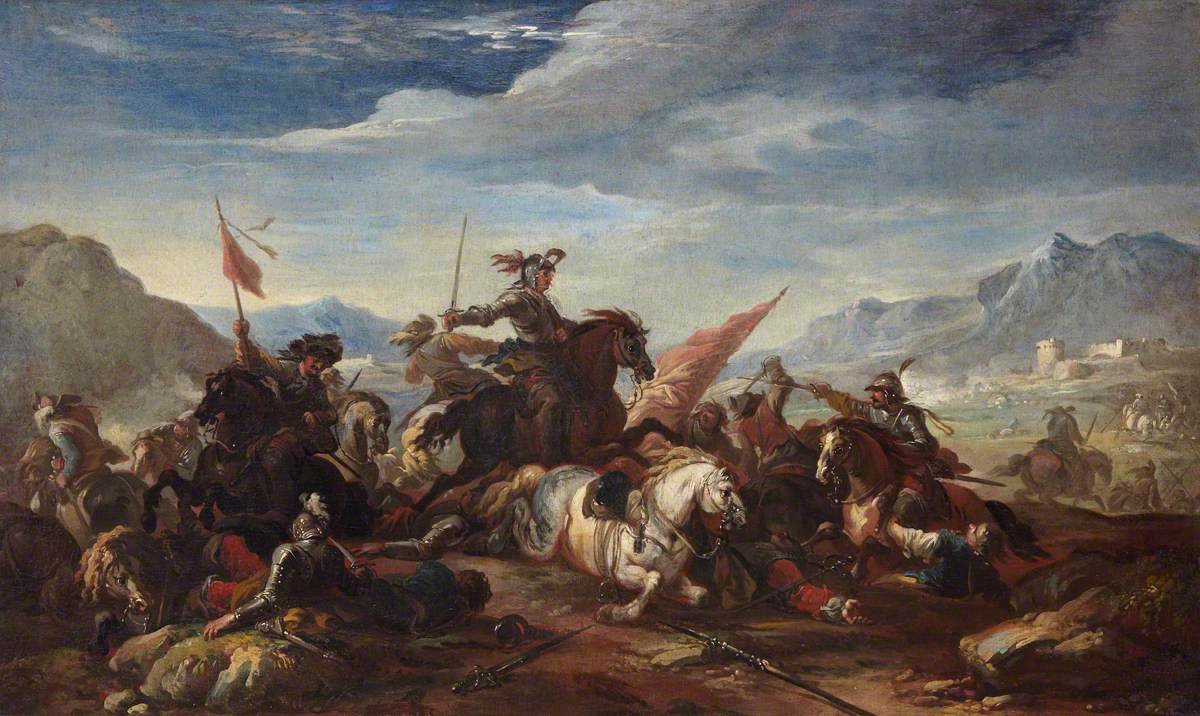
Escarmouche

Ensuite il étudie à Bologne auprès de Jérome Colomès, se lie avec le Guide (Guido Reni) et l'Albane (Francesco Albani), et à Florence, avec Jan Asselyn, un peintre né à Dieppe dans le royaume de France, mort à Amsterdam, qui a résidé à Rome, spécialiste des scènes de batailles. Il se rendra aussi à Venise, retournera à Fribourg, en Suisse, où deux sœurs sont admises au couvent des Ursulines et où il exécutera avec Guillaume des travaux de peinture pour payer leur admission. Avec Guillaume aussi, il retourne à Saint-Hippolyte pour liquider l'héritage de la famille.

### Arrivé à Rome
En 1640 il est à Rome où une première œuvre le fait connaître : Le miracle des pains et des poissons (1641). Il se marie en 1647 avec Anna Maria Vaiani, la fille d'un peintre florentin, mais elle meurt sept ans plus tard et Jacques est même suspecté de l'avoir empoisonné. Après la mort de sa femme (1654) il voyage et séjourne en Italie du nord (Bergame et sa région, Venise) où il exécute des œuvres pour des palais et des églises.

### Courtois jésuite

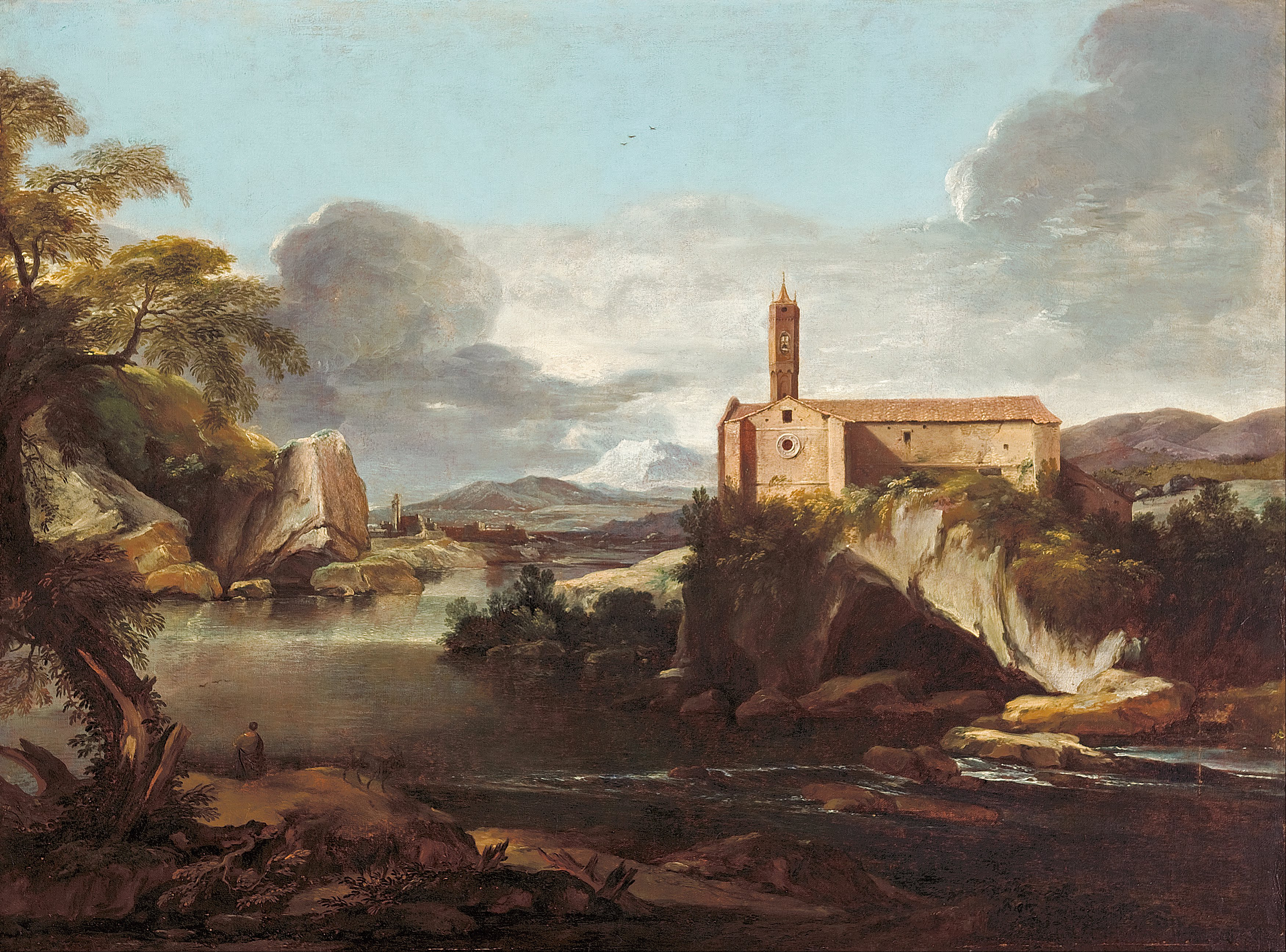
Vallée rocheuse

À Sienne, en 1657 Jacques Courtois demande son admission dans la Compagnie de Jésus. Il y est reçu comme frère coadjuteur: il a alors 36 ans. Il est envoyé à Rome y faire son noviciat à Sant'Andrea del Quirinale. Il réside ensuite à la maison professe des jésuites. Une des premières réalisations du peintre jésuite est la série de six batailles « gagnées par l'intercession de la Vierge Marie », réalisée avec la collaboration de son frère cadet Guillaume, bien meilleur peintre à fresque (que l'on trouve dans la cappella Prima Primaria au Collège Romain). Il contribue ensuite à la décoration murale du corridor des appartements de St Ignace (très endommagées, à la maison professe attenante à l'église du Gesù).
En 1672, à la demande du Supérieur général, Jean-Paul Oliva, il prépare des croquis pour la décoration de l'abside de l'église de Gesù, mais sa santé déclinante ne lui permet pas de mener à bien ce projet. Son autoportrait lui a été commandé par Cosme III en 1675. Il est conservé dans le Corridor de Vasari du Musée des Offices à Florence. Il meurt à Rome le 14 novembre 1676. Une biographie est consultable en ligne sur le site du Dizionario biografico Treccani.

## Postérité

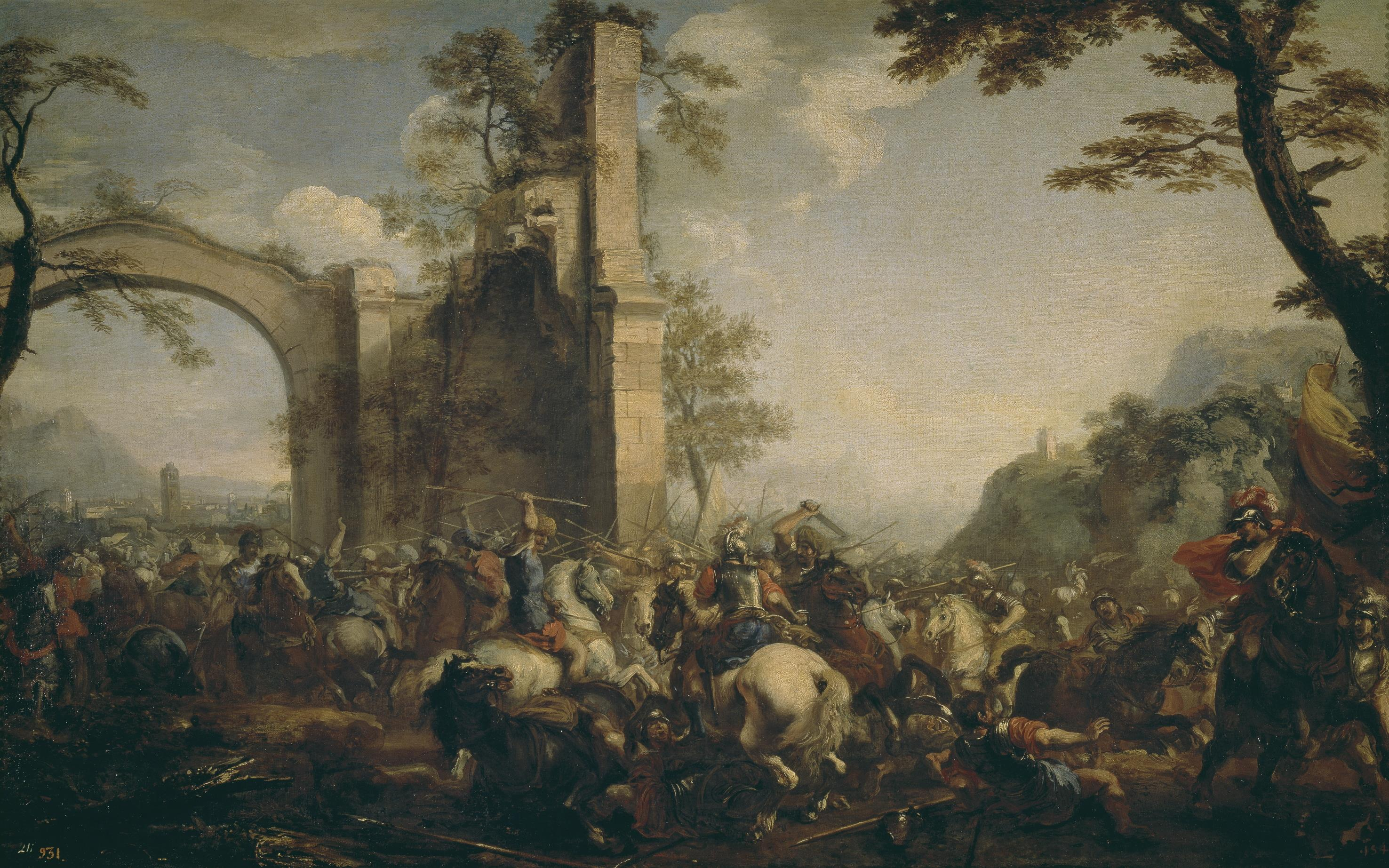
Bataille entre chrétiens et musulmans

Francesco Simonini (1686-1753), peintre de batailles, étudie ses œuvres à Florence, et en réalise  vingt-quatre copies.
Aujourd'hui les œuvres de Jacques Courtois se trouvent dans les plus grands musées du monde : au Louvre (Paris), à la Galerie des Offices et au Palais Pitti (Florence), au Musée du Prado (Madrid), au Musée de l'Ermitage (Saint-Pétersbourg), etc. Gian Lorenzo Bernini fit ce commentaire:  « Parmi les peintres de ce temps en Europe, nul n'a égalé Courtois dans l'expression graphique de l'horreur de la bataille » (dans Salvagnini, F.A., I pittori borgognoni, Cortese, Rome, 1937, p. 185)
Robert-Dumesnil indique dans son catalogue raisonné des peintres-graveurs français que « Nous devons à sa pointe énergique et pleine de feu seize estampes de ce dernier genre [celui des batailles], que d'après sa manière expéditive de peindre, il a, pour la plupart, sans nul doute, gravés sans dessin ni décalque, préparations peu d'accord avec la fougue de son talent. Elles sont d'une rareté extrême. » 
Son frère Guillaume fut aussi peintre et graveur, ils ont plusieurs fois travaillé ensemble (Voir Congregazione Prima Primaria)..

## Collections publiques

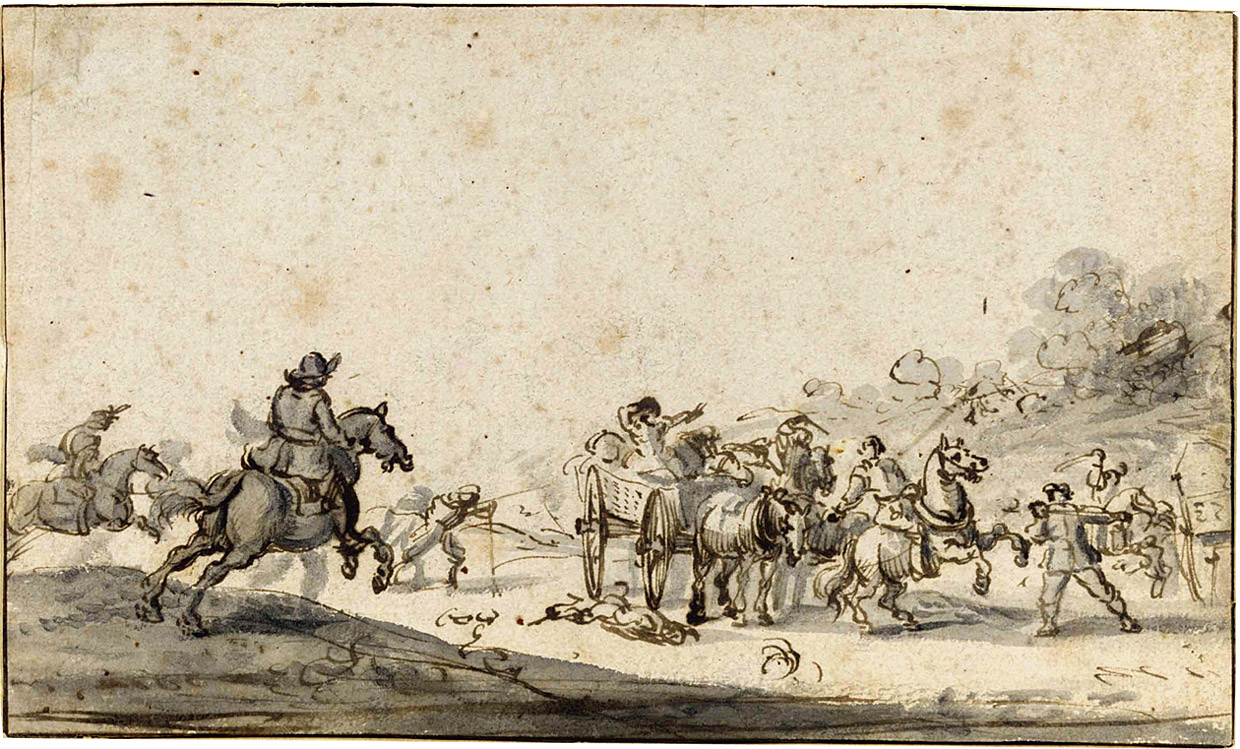
Rôdeurs attaquant un groupe de voyageurs

### En France
Les villes et noms d'institutions sont classés par ordre alphabétique, les œuvres par date.
- Beaugency :
  - Scène de siège, huile sur toile, 83 × 115 × 6 cm, collection Vannier[précision nécessaire] ;

- Brest, musée des Beaux-Arts :
  - Scène de bataille - Charge de cavalerie, huile sur toile, 143,5 × 221,5 cm[5],[6] ;
  - Scène de bataille - Défense d'un pont, huile sur toile, 143,5 x 221,5 cm[7],[6].
- Caen, musée des Beaux-Arts Champ de bataille ou Suite d’un combat, 0,48 x 0,74 cm[8].

- Chartres, musée des Beaux-Arts :
  - Une bataille, toile, 62 × 49 cm, acquisition en 1849[9].

- Dijon
  - Musée des Beaux-Arts :
    - Bataille, huile sur toile, 35 x 95.3 cm[10] ;
    - Bataille, huile sur toile, 35 x 95 cm[11] ;
    - Choc de cavalerie, huile sur toile, 57 x 69 cm[12].

  - Musée Magnin :
    - Combat de cavalerie ;
    - Bâtiments rustiques, dessin préparatoire.

- Gray (Haute-Saône), musée Baron-Martin :
  - Combats de cavalerie contre les Turcs, deux pendants, 30 x 48 cm.
- Orléans, musée des Beaux-Arts:
  - Combats de cavaliers, huiles sur toile, 23,5 x 37 cm et 24 x 36,5 cm (disparu durant la Seconde Guerre mondiale)[13].

- Paris, Beaux-Arts :
  - Scène de cavalerie, plume, encre brune, lavis brun et lavis gris-bleu. H. 0,200 ; L. 0,278 m[14]. Ce dessin est caractéristique de Courtois en raison de sa composition réfléchie et aboutie, conforme à un modèle aisément reconnaissable, celui de l'engagement de la bataille. Le parti de mise en page est à la fois monumental et anecdotique. Le style est celui de Courtois de la fin des années 1640, début des années 1650[15].

### À l'étranger
Rome
- Accademia Nazionale di San Luca
- Fondazione Sorgente Group (collection privée non ouvert au public)
- Basilica di Sant'Andrea delle Fratte
- Monastero di Santa Croce in Gerusalemme, fresques au plafond de l'ancien réfectoire, 1640-41 : Miracolo dei pesci e dei pani - Le Miracle des pains et des poissons, Cristo tentato da Satana - Le Christ tenté par Satan, La Cena in Emmaus - Le repas d'Emmaüs ou le Dîner ou le Souper (Visite sur demande au curé qui est très peu disponible). Ne se trouve pas dans la basilique elle-même.
- Basilica di San Marco Evangelista al Campidoglio
- Casa professa del Gesù (accès sur demande), fresques mal conservées
- Cappella della Congregazione Prima Primaria al Collegio Romano (accès restreint, éventuellement sur demande à l'église Saint-Ignace-au-Champs- de-Mars - Sant'Ignazio al Campo Marzio), fresques, en collaboration avec son frère Guillaume
- Istituto Nazionale per la Grafica, Gabinetto delle Stampe
- Musei Capitolini, Palazzo dei Conservatori, Pinacoteca
- Musei Vaticani, Pinacoteca Vaticana
- Palazzo Colonna
- Palazzo Corsini - Gallerie Nazionali di Arte Antica
- Palazzo Doria Pamphilj
- Palazzo Montecitorio (Chambre des députés. Des visites sont organisées)
- Palazzo Pallavicini Rospigliosi (collection non ouverte au public)
- Palazzo del Quirinale (Des visites sont organisées)
- Palazzo Spada - Galleria

Florence
- La Bataille de Mongiovino, Galerie Palatine, Palais Pitti, Florence
- Deux pendants pour Mattias de' Medici (1652), huile sur bois, 140 × 275 cm, Galerie Palatine, Palais Pitti, Florence [16]
  - La Bataille de Lützen
  - La Prise de la forteresse de Radicofani